# ドラベ症候群
ドラベ症候群（どらべしょうこうぐん、ドラヴェット症候群、英: Dravet syndrome）は、以前は乳児期の重症ミオクロニーてんかん（severe myoclonic epilepsy of infancy, SMEI）として知られていた、常染色体優性遺伝性疾患であり、しばしば、高体温または発熱が引き金となる発作が長期化する、破局型のてんかんを引き起こす。多くの場合、1歳前に発症する。

## 兆候・症状
ドラベ症候群は、生後1年以内に熱性・非熱性発作が長期化することを特徴としている。この疾患は、ミオクロニー発作や部分発作、精神運動遅延、運動失調などの他の発作型へと進行する。認知障害、行動障害、運動障害を特徴とする。行動障害には、多動性や衝動性が含まれることが多く、まれに自閉症的な行動をとることもある。ドラベ症候群はまた、傾眠や不眠症などの睡眠障害を伴う。ドラべ症候群の患者が経験する発作は、最初に症状が現れたときにはあまり観察できないため、患者の年齢が上がるにつれて悪化する。このことは、診断された各個人によって重症度が異なること、およびこれらの発作が薬物に抵抗性であることと相まって、治療法を開発することを困難にしている。
ドラベ症候群は生後1年目に発症し、多くの場合、生後6ヶ月頃から頻繁な発熱発作（発熱に伴う発作）を伴うようになる。ドラベ症候群の子どもは、典型的に、言語や運動能力の発達の遅れ、多動性や睡眠障害、慢性的な感染症、成長やバランスの問題、他者との関わりの難しさなどを経験する。この障害の影響は時間の経過とともに減少することはなく、ドラベ症候群と診断された子どもたちは、途方もない忍耐力と、密接に患児を監視する能力を持つ、完全に介入する世話人を必要とする。
熱性けいれんは単純発作と複雑発作の2つのカテゴリーに分けられる。熱性発作が他の発作から24時間以内に起きた場合や、15分以上続く場合は、複雑発作に分類される。15分未満の熱性発作は単純発作とみなされる。時には、身体的労作や熱い風呂などの適度な高熱ストレス因子が、罹患者の発作を誘発することがある。 しかし、5分後に発作が中断されず、発作後（より正常な；回復型；発作後）の意識が回復しない場合は、潜在的に、致死的なてんかん状態に陥る可能性がある。

## 原因
ほとんどの場合、ドラベ症候群の変異は遺伝性ではなく、変異遺伝子を持つ患者は、その家族で初めて発見される。 70-90％の患者では、ドラベ症候群はSCN1A遺伝子のナンセンス突然変異によって引き起こされ、その結果、早期終止コドンが生じ、非機能性タンパク質となる。 この遺伝子は通常、神経細胞の電位依存性ナトリウムチャネルNa(V)1をコードしている。マウスモデルにおいて、これらの機能喪失突然変異は、ナトリウム電流の減少および海馬のGABA作動性介在ニューロンの興奮性の障害をもたらすことが観察されている。研究者らは、Na(V)1.1チャネルの喪失が、ドラベ症候群で見られるてんかん、および早死に至るのに十分な原因であることを発見した。
ドラベ症候群における最初の徴候および症状の発生時期は、通常の小児期のワクチン接種とほぼ同時期であることから、ワクチンが原因であると考える人もいる。しかし、ワクチン接種はしばしば発熱を誘発するため、これは発熱に対する非特異的反応である可能性が高い。ワクチン傷害による脳症を主張した患者の中には、後に検査を行ったところ、実際にドラベ症候群であることが判明した者もいる。

### 遺伝学
この障害の遺伝子型的な説明は、SCN1AおよびSCN2Aとして知られている特定の電位依存性ナトリウムチャネル遺伝子にある。これらの遺伝子は第2染色体の24.3位の長腕（q）に位置し、膜貫通ナトリウムチャネルタンパク質のαサブユニットをコードしている。これらの2つの遺伝子のいずれかの変異は、脳内の化学信号を送信するための経路で重要であるナトリウムチャネルの機能不全を引き起こし、ミオクロニーてんかんの表現型が現れる。適切に機能するチャネルは、膜内外の電圧差に反応し、ナトリウムイオンだけが通過できる孔を形成する。ナトリウムの流入は、細胞の電荷を一時的に変化させることで、活動電位の発生を誘導する。この遺伝子が突然変異している場合、最終的に翻訳されるタンパク質はアミノ酸の化学的性質が異なるため、細胞膜内の細孔セグメントを不適切に折り畳んでしまい、チャネルが不活性化してしまう。また、突然変異によって生成されるチャネルの数が減少する可能性もあり、これがドラベ症候群の発症につながる。
現在、SCN1A遺伝子は、最も臨床的に関連性の高い遺伝子であり、これまでに特徴づけられたてんかん関連の突然変異の中で、最も多くのものがこの遺伝子で発生している。 典型的には、ナトリウムチャネル孔のS5またはS6セグメントのいずれかにナンセンス突然変異が生じると、チャネル機能が失われ、ドラベ症候群が発症する。SCN1A突然変異のヘテロ接合性遺伝は、欠陥のあるナトリウムチャネルを発現させるために必要なすべてであり、ドラベ症候群の患者は、この遺伝子の正常コピーを1つ持っていることになる。

## 診断
ドラベ症候群財団（the Dravet Syndrome Foundation）によると、ドラベ症候群（DS）の診断基準は、患者が以下のいくつかの症状を呈することを必要とする：
- 生後1年目の発作の発症で、それ以外は健康な乳児である
- 初期発作は典型的には長期化し、全身性または片側性である
- 他の発作型（ミオクロニー発作など）が存在する
- 病気や予防接種による発熱に伴う発作である
- 高温環境への長時間の曝露により誘発される発作である
- 強い照明や特定の視覚パターンに反応して発作を起こす
- 初期には正常な脳波、後には遅発性・重度の全身性多棘波を呈した脳波
- 正常な初期発達に続き、最初の数年間はゆっくりと発達する
- ある程度の低血圧
- 不安定な歩行、バランスに問題がある
- 足首の前弯と扁平足、および/またはしゃがみ足歩行の発達

## 治療
ドラベ症候群の発作は管理が困難であるが、クロバザム、スチリペントール、トピラマート、バルプロン酸、臭化カリウムなどの抗けいれん薬によって軽減されることがある。 障害の経過は個人差があるため、治療プロトコルは異なる。ケトジェニック・ダイエットとして知られる、脂肪が多く炭水化物が少ない食事も有益な場合がある。食事の調整により症状の緩和をは助けることはできるが、症状を排除するものではない。より良い治療法または治療法が発見されるまでは、この疾患を有する者は、生涯、ミオクロニー性てんかんを患うことになる。
ナトリウムチャネル遮断薬として分類される特定の抗けいれん薬は、現在、ほとんどのドラベ患者の発作を悪化させることが知られている。これらの薬物には、カルバマゼピン、ガバペンチン、ラモトリギン、フェニトインが含まれる。
治療としては、精神運動療法や言語療法による認知リハビリテーションが行われるほか、熱性発作の再発防止のためにバルプロ酸塩が投与されることが多く、長期にわたる発作にはベンゾジアゼピンが使用されるが、通常はこれらの治療は不十分である。
スチリペントールは、二重盲検プラセボ対照ランダム化比較試験が実施され、試験で有効性が認められた唯一の薬剤である。 GABA作動薬として、またGABAA受容体のポジティブアロステリックモジュレーター（GABAA receptor positive allosteric modulator）として作用する。 2007年に欧州でドラベ症候群の治療薬としてクロバザムとバルプロ酸塩を併用したスチリペントールが承認され、全発作率を70％低下させることが確認された。 より薬剤抵抗性の高い発作の場合には、トピラマートやケトジェニック・ダイエットが代替療法として用いられている。
カンナビジオール（CBD）が2018年にドラベ症候群の治療薬として米国で承認された。2017年の研究では、カンナビジオールを使用した場合、1カ月あたりの発作の頻度がプラセボでは15回から14回に減少したのに対し、12回から6回に減少したことが示された。

## 疫学
ドラベ症候群は、重度のてんかんの一形態であり、小児の症例の約10％を占める。 ドラベ症候群は、出生数2万～4万人に1人が罹患すると推定される希少な遺伝性疾患である。

## 歴史
シャーロット・ドラベが1978年にフランスのマルセイユ・サンポールセンター（Centre Saint Paul）で乳児期の重度のミオクロニー性てんかんを最初に記述し、その後1989年に、Dravet症候群に名称が変更された。同様の記述は、ヴェローナのBernardo Dalla Bernardinaも発表している。
ドラベ症候群と診断されたシャーロット・フィジーは、難治性発作を持つ人にカンナビジオールを使用するための手段を提供するための運動（Charlotte's Web）で有名になった。彼女は2020年4月に死亡した。